# Gönül Ülkü Özcan
Gönül Ülkü Özcan (née le 27 mars 1929 à Kadıköy (Constantinople) et morte le 2 novembre 2016 à Silivri (Istanbul)) est une actrice turque. Elle est l'épouse de l'acteur Gazanfer Özcan.

## Biographie
Gönül Ülkü Özcan naît le 27 mars 1929 dans le district de Kadıköy à Constantinople Elle épouse en 1962 l'acteur Gazanfer Özcan avec qui elle fondera en 2002 le théâtre Gönül Ülkü – Gazanfer Özcan Tiyatrosu.
En 1946, Gönül Ülkü Özcan fait ses débuts aux Théâtres de la Ville d'Istanbul.
Gönül Ülkü Özcan meurt le 2 novembre 2016 à  Silivri,.

## Filmographie

### Longs-métrages
- 1952 : Sabahsız Geceler
- 1954 : Hürriyet uğrunda mukaddes yalan
- 1970 : Vur patlasın çal oynasın

### Séries télévisées
- 2009 : Avrupa Yakası (Hamiyet)
- 2012-2014 : Yalan Dünya (Afife)
- 2015 : Yazın Öyküsü